# Проєктування
Проєктування  — процес створення прототипу, прообразу майбутнього об'єкта, стану та способів його виготовлення. У проєктуванні застосовують системний підхід, який полягає у встановлені структури системи, типу зв'язків, визначенні атрибутів, аналізуванні впливів зовнішнього середовища.

## Загальний опис
Проєктува́ння  — це комплекс робіт який складається з пошуку, досліджень, розрахунків та розрахування з метою отримання опису достатнього для створення нового об'єкту або виробу, його реконструкції, модернізації, що відповідає заданим вимогам.
у техніці — розробка проєктної, конструкторської та іншої технічної документації, призначеної для забезпечення будівництва, створення нових видів та зразків.
В процесі проєктування виконуються технічні та економічні розрахунки, схеми, графіки, пояснювальні записки, кошториси, калькуляції та описи.
У психології — сукупність і послідовність розумових та психомоторних дій, внаслідок чого створюються образні схеми або знакові системи.

## Стадії проєктування
Технічне завдання
Технічне завдання встановлює призначення обладнання, галузь його застосування, характеристику (короткий опис), технічні вимоги, етапи розробки і терміни їх виконання, обґрунтування ефективності застосування, перелік документів, що підлягають розгляду замовником, особливості приймальних випробувань.
Технічна пропозиція (ТП) містить технічне та економічне обґрунтування доцільності проєктування машини згідно з ТЗ, можливі варіанти його реалізації, а також порівняння розроблюваної конструкції з аналогічними, перевірку патентоспроможності й ін.
Ескізний проєкт
Ескізний проєкт — це сукупність документації, яка містить принципові компонувальні і структурні рішення, що дають уявлення про устрій і принцип роботи обладнання, а також дані, що визначають основні параметри об'єкта, який розробляється.
Технічний проєкт
Технічний проєкт — сукупність документації, яка містить технічні рішення, що дають повне уявлення про обладнання, що проєктується, а також всі початкові дані, необхідні для розробки робочої документації на стадії конструювання.
Робочу документацію (РД) використовують для одиничного, серійного і масового виробництва машин. У процесі розроблення РД найповніше враховують технологічні й організаційні фактори виробництва. Ця стадія розроблення найдовготриваліша та потребує найбільших витрат часу і засобів. РД розробляють послідовно для виготовлення й випробування дослідного зразка (партії), установчої серії, серійного та масового виробництва.
Розробленим варіантам ТЗ відповідають кілька варіантів попередніх ТП (ТП1, ТП2,…, ТПК). Зіставляючи ці ТП з варіантами ТЗ, установлюють оптимальне ТЗ (ОТЗ). За аналогією можуть бути встановлені оптимальні: технічна пропозиція (ОТП), ескізний проєкт (ОЕП), технічний проєкт (ОТП-Т). Оптимальні варіанти визначають на підставі порівняння оцінок за двома стадіями розроблення; зворотні зв'язки між стадіями проєктування вказують на можливість уточнення прийнятих раніше рішень.
Розроблення ТЗ і весь процес проєктування слід розглядати як процес техніко-економічний на основі суспільної потреби у створенні нової технічної системи, що повинна відповідати сучасному рівню розвитку техніки, меті та задачам проєктування. Тому при розробленні ТЗ мова повинна йти про виконання при проєктуванні техніко-економічних вимог (ТЕВ), які враховують розвиток потреб суспільства, науково-технічного прогресу й наявної матеріально-технічної бази.
ТЕВ — це сукупність обмежень на технічні та економічні показники, структуру і склад техніки, отримані як результат найраціональнішого врахування потреб суспільства в техніці й найкращих способах їх задоволення.

## Автоматизоване проєктування
Автоматизоване проєктування (Computer-AidedDesign) є технологією, яка полягає у використанні комп'ютерних систем для полегшення створення, зміни, аналізу та оптимізації проєктів. Таким чином, будь-яка програма, що працює з комп'ютерною графікою, так само, як і будь-який додаток, що використовується в інженерних розрахунках, належить до систем автоматизованого проєктування. Іншими словами, безліч засобів CAD починається від геометричних програм для роботи з формами до спеціалізованих додатків для аналізу та оптимізації. Між ними вміщаються програми для аналізу допусків, розрахунку мас-інерційних властивостей, моделювання методом кінцевих елементів і візуалізації результатів аналізу. Найголовніша функція CAD — визначення геометрії конструкції (деталі механізму, архітектурні елементи, електронні схеми, плани будівель тощо), оскільки геометрія визначає всі наступні етапи життєвого циклу продукту. Для цієї мети зазвичай використовуються системи розробки робочих креслень і геометричного моделювання. Ось чому ці системи зазвичай і вважаються системами автоматизованого проєктування. Ба більше, геометрія, визначена в цих системах, може використовуватися як основа для подальших операцій у системах САЕ і САМ. Це одна з переваг CAD, що дозволяє економити час і скорочувати кількість помилок, пов'язаних із необхідністю визначати геометрію конструкції з нуля кожного разу, коли вона потрібна в розрахунках. Можна стверджувати, що системи автоматизованої розробки робочих креслень і системи геометричного моделювання є найважливішими компонентами автоматизованого проєктування. Автоматизація проєктування — також невідворотний процес, як і автоматизація виробництва (Computer-AidedManufacturing). В тому і іншому випадку мета одна — підвищення продуктивності праці і якості продукції.
Сучасне проєктування в техніці є майже повністю автоматизованим.